# Eric Musselman
Eric P. Musselman, (Ashland, Ohio, 19 de noviembre de 1964) es un entrenador de baloncesto estadounidense. Es el hijo del también entrenador de baloncesto Bill Musselman.
Actualmente es el entrenador de los USC Trojans, equipo de la Universidad del Sur de California

## Trayectoria
- Rapid City Thrillers (1989-1990)
- Minnesota Timberwolves (1990-1991), (Asist.)
- Rapid City Thrillers (1991-1995)
- Florida Sharks (1995)
- Florida Beach Dogs (1995-1996)
- Florida Sharks (1996)
- Florida Beach Dogs (1996-1997)
- Orlando Magic (1999-2000), (Asist.)
- Atlanta Hawks (2000-2002), (Asist.)
- Golden State Warriors (2002-2004)
- Memphis Grizzlies (2004-2006), (Asist.)
- Sacramento Kings (2006-2007)
- República Dominicana (2010)
- Reno Bighorns (2010-2011)
- Venezuela (2011-2012)
- Los Angeles D-Fenders (2011-2012)
- Arizona State Sun Devils (2012-2014) (Asist.)
- LSU Tigers (2014-2015)	(Asist.)
- Nevada Wolf Pack (2015-2019)
- Arkansas Razorbacks (2019-presente)